# Алексеев, Рудольф Фёдорович
Рудо́льф Фёдорович Алексе́ев (13 декабря 1940 — 28 февраля 2010) — российский дипломат. Чрезвычайный и полномочный посол (1995).

## Биография
Окончил Московский государственный институт международных отношений (МГИМО) МИД СССР (1968) и факультет повышения квалификации при Дипломатической академии МИД СССР (1991). Доктор исторических наук. На дипломатической работе с 1968 года.
С 1968 года на различных дипломатических должностях в центральном аппарате МИД СССР и России и за рубежом. 
С 28 февраля 1995 по 20 сентября 1999 года — чрезвычайный и полномочный посол Российской Федерации в Уганде. 
С 2000 года — заместитель директора Первого департамента стран СИГ МИД России. 
Затем директор Департамента по сотрудничеству в политической и гуманитарной области Исполнительного комитета СНГ.

## Дипломатический ранг
- Чрезвычайный и полномочный посол (28 февраля 1995)[3].

## Награды
- Медаль ордена «За заслуги перед Отечеством» II степени (14 ноября 2002) — за активное участие в реализации внешнеполитического курса Российской Федерации и многолетнюю добросовестную работу[4].

## Семья
Был женат, двое детей.
Похоронен на Востряковском кладбище в Москве, рядом с могилой сына Владимира (1963—2002).